# 山岸俊之
山岸 俊之 （やまぎし としゆき、1939年7月 - 2018年1月29日）は、日本の建設技官。国土庁長官官房水資源部長や、井上工業代表取締役社長などを務めた。土木学会技術賞受賞。

## 人物・経歴
埼玉県大宮市生まれ。1963年山梨大学工学部土木工学科卒業。1965年東京大学大学院数物系研究科修士課程修了、建設省入省、中国地方建設局。1974年建設省中国地方建設局河川部河川計画課長。1975年土木学会技術賞受賞。1976年建設省河川局開発課課長補佐。1979年建設省静岡河川工事事務所所長。1981年建設省関東地方建設局八ッ場ダム工事事務所長。1983年国土技術研究センター調査第一部長。1988年建設省近畿地方建設局河川部長。1990年岐阜県土木部長。1993年国土庁長官官房水資源部長。1994年水資源開発公団理事。1998年井上工業技術顧問。2001年井上工業代表取締役社長。2007年アイ・ディー・エー特別顧問・取締役会長。2015年瑞宝中綬章受章。工学博士、技術士（河川・海岸部門）。2018年1月死去。死没日付をもって叙正五位。

## 訳書
- 浅野孝監訳『水資源マネジメントと水環境 : 原理・規則・事例研究』技報堂出版 2000年